# 星座 (絵画)
『星座』（せいざ、英: Constellations）はジョアン・ミロがグヮッシュと油淡彩で紙に描いた 23 枚からなる連作。これらは1940年にヴァレンジュヴィル＝シュル＝メールで制作が始まり、1941年にマヨルカとムンロッチ・ダル・カムで完成した。ミロ美術館はこの連作のうち最も重要な作品の一つである『明けの明星』を所蔵している。これはミロの妻がミロ美術館へ寄贈したものである。

## 解説
第二次世界大戦が始まる一ヶ月前の1939年8月、ミロとその家族は戦乱を避けるためパリからノルマンディの小村ヴァレンジュヴィル＝シュル＝メールに移った。しかしそこでも、世界大戦という険悪な世相からの精神的な避難がミロには必要だった。
どうしようもなく逃げたいという欲求にかられたのです。そして自分の中にずっとこもっていました。するとだんだん、夜や音楽や星たちが絵の中で重要な役割を演じ始めたのです。1920年代に詩がそうだったように、音楽が私のなかでとても大事なものになり始めたのです。…—ジョアン・ミロ
自然に囲まれ静かに自省する中で着手された『星座』で、ミロの画風は新しい段階に入った。黒線を精妙に描き、原色の面を配したミロならではのスタイルが、この連作で完成をみた。そこにおいて、モチーフは肉付けや明暗を除かれて平面と化し、星・太陽・鳥・女たちはもはや記号である。
23点の作品はいずれも 38×46 センチメートルの紙を用いている。これは大戦によりカンバスを入手できないという事情もあったが、却ってその小さな画面に濃密な空間をもたらすことにもなった。『星座』の豊かな表現は、その淡く彩られた地の面に負うところが大きい。ミロはまず画紙を濡らし、表面をこすって皺を作ってから滑らかに重ね塗りし、どれも似ているが各々が異なるという背景を作った。これはかつて、油彩の筆を洗ったあと筆先を紙にこすりつけていたら、絵の具の跡が様々な染みを描くことに着想を得たという。こうして作られた背景が、次に描かれる線や色彩のイマジネーションを促す母体として働いた。
画面を覆う黒い線と原色の面について、ミロは次のように語っている。
それは長く、実に骨の折れる仕事でした。ある所に一つの形があると、それと釣り合いをとるため、別の所にもう一つの形を置かなくてはならない。すると今度はその形が、さらにもう一つを要求するのです。きりのない作業だと思いました。
こうして増殖を繰り返した記号たちが背景のグラデーションと響きあい、独特の詩的世界が生まれた。絡み合う複雑な黒線は、単純化された色彩と見事に調和している。使われている色数は限られているが、それらの配置の正確さが、簡素な中に豊かな色彩を感じさせる。
『星座』においては、図形は以前のものを引き継ぎながらも、その描画手法によって、以前までの攻撃性が姿を消した。暗い世相に反してミロの絵画に明るさが現われたのは、世界に向けた彼なりの訴えかけともいえるだろう。

### 論評
悲惨な混乱の時代の中、清澄な天上世界を描き出したこの『星座』を、アンドレ・ブルトンは「芸術面でのレジスタンス」と評した。レーモン・クノーはヴァレンジュヴィル＝シュル＝メールで『星座』の制作に没頭するミロを見て「芸術家のエゴイズム。ゲーテもそれを告白し、その責任を一身に引き受けようとした。苦悩し、死んでゆく人間たちの世界と芸術作品を結びつけている臍の緒を、常に容赦なく断ち切らねばならない。新しい秩序を得るまで。」と書いた。
ミロの孫であるジョアン・プニェットはTV3のインタビューで次のように語っている。
『星座』は重要な転機でした。この連作には宇宙に向けた力が感じられます。この連作は身近な戦争、虐殺、無意味な蛮行からの脱出口です。『星座』はこう言っているようです。私にとってこの世界的悲劇からの救済は、私を天へと導く魂だけである、と。このことは私を厳粛な気持ちにさせます。ミロはさながら夜の鳥のようです。彼は地上から脱出し、空を超え、星々の間を渡り、星座へ達してそれを我が手に掴み取ります。そして地上へと戻り、それらを一枚の紙に描き上げたのです。—ジョアン・プニェット

## 経緯
この連作はミロがまだパリにいる頃に着想された。幸い各作品には日付がつけられているため、それらを時系列順に並べることができる。最初の『日の出』は1940年1月20日、次いで『脱出の梯子』が描かれ、最後の『神の鳥の通過』は1941年9月12日となっている。最初の 10 枚はヴァレンジュヴィル＝シュル＝メールで描かれたが、ドイツ軍の到着によってその地を離れる際、ミロは娘の世話を妻に任せ、自分の手荷物は『星座』の入った折りたたみ鞄だけだった。
フランスから逃れた後は、マヨルカで『星座』の制作が続いた。10 枚余りのこれら後半の絵画は、より複雑さを増している。最後の 3 枚は1941年にモンロチの自宅で制作された。この連作の制作終盤において、そのパターンのいくつかを引き継ぐことになる『バルセロナ・シリーズ』の最初のスケッチを彼は始めている。
『星座』は完成後、ニューヨークへ送られた。アンドレ・ブルトンはこれを見て「大戦勃発以来、ヨーロッパからアメリカにもたらされた芸術上のメッセージの最初のもの」と絶賛した。

## 主な作品
- The Dawn / 日の出（1940年）
- The scale of evasion / 脱出の梯子（1940年）
- On the 13th the ladder grazed the firmament / 大空を掠める13段目の梯子（1940年）[10]
- Morning Star / 明けの明星（1940年）[10]
- Woman with blonde armpit combing her hair by the light of the stars / 星の光のもとで髪をすく金髪の腋毛の女（1940年）[10]
- Towards the rainbow / 虹に向かって（1941年）[10]
- The day's awakening / 夜明けの目覚め（1941年）[10]
- Women surrounded by the flight of a bird / 鳥の飛翔に囲まれている女たち（1941年）[10]
- The beautiful bird deciphering the unknown for a pair of lovers / 恋人たちに未知の世界を明かす一羽の美しい鳥（1941年）[10]
- 神の鳥の通過（1941年）

（順不同）

## 関連文献
- Clavero, Jordi.J (2010). Fundació Joan Miró. Foundation's Guide. Barcelona: Polígrafa. ISBN 978-84-343-1242-5
- Walter, Erben (1/03/2004). Miró. Taschen. ISBN 978-3-8228-2358-3